# Nous n'irons plus au bois (téléfilm, 2002)
Pour les articles homonymes, voir Nous n'irons plus au bois (homonyme).
Pour plus de détails, voir Fiche technique et Distribution.
Nous n'irons plus au bois est un téléfilm franco-canado-britannico-américain réalisé par Paolo Barzman, diffusé en 2002.
Il s'agit d'une adaptation du roman Nous n'irons plus au bois (All Around the Town) de Mary Higgins Clark, paru en 1992.
La traduction française, dont le titre s'inspire d'une vieille chanson française, est publiée en la même année à Paris chez Albin Michel.

## Synopsis
Laurie a quatre ans lorsqu'elle est enlevée devant la porte de sa maison par un couple de ravisseurs (Bic et Opal). Pendant tout le temps que dure sa captivité, elle est constamment maltraitée par Bic. Deux ans après son enlèvement, la petite fille est déposée devant la porte d'une école car elle devenait une gêne pour ses ravisseurs. C'est le concierge de l'école qui la retrouve, elle est ramenée à sa famille peu après.
17 ans après l'enlèvement, Bic et Opal se sont fait une nouvelle vie. Ils se font appeler sous leurs véritables noms Bobby et Carla Hawkins. Bic porte maintenant le titre de Révérend. C'est à ce moment qu'un deuxième choc se produit dans la vie de Laurie : la mort accidentelle de ses parents.
À vingt et un ans, Laurie fait à nouveau la une des journaux : elle est accusée du meurtre de son professeur de littérature Allan Grant, dont elle s'est un peu rapprochée depuis la mort de ses parents. Sa sœur Sarah croit en son innocence et décide de la faire suivre par un psychiatre, car Laurie ne se souvient absolument pas avoir commis ce crime. Au fil des séances, son passé refait surface. Les deux années où elle a été séquestrée deviennent moins floues : à la suite de son enlèvement, Laurie a développé un dédoublement de la personnalité…
Mais ses ravisseurs, qui ont retrouvé sa trace, s'inquiètent qu'elle retrouve la mémoire et qu'elle révèle toute la vérité !

## Distribution
- Nastassja Kinski (VF : Brigitte Berges) : Karen Grant
- Andrea Roth (VF : Marie-Frédérique Habert) : Sarah Kinmount
- Kim Schraner (en) (VF : Nathalie Karsenti) : Laurie Kinmount
- Tara Macri (VF : Pascale Chemin) : Sharon
- Tobias Moretti (VF : Jean Barney) : Billy Hawkins
- Jim Thorburn (de) (VF : Fabrice Josso) : Gregg Bennett
- Ellen Dubin : Carla Hawkins
- Kevin Jubinville (en) : Allan Grant
- Michael Shanks : Justin Donnelly